# 泰勒鎮區 (愛荷華州哈里森縣)
泰勒鎮區（英語：Taylor Township）是位於美國愛荷華州哈里森縣的一個行政鎮區。

## 地方資料
根據2010年美國人口普查的數據，泰勒鎮區的面積為84.51平方千米，當中陸地面積為84.23平方千米，而水域面積為0.28平方千米。當地共有人口516人，而人口密度為每平方千米6.11人。